# اسپینین رکوردز
اسپینین رکوردز یک ناشر موسیقی مستقل هلندی است که در سال ۱۹۹۹ توسط لکو فن کوتن و روجر د خرف تأسیس شد.

## هنرمندان

### کنونی
- باب سینکلر
- کالوین هریس
- هدهانترز
- ساندر فان دورن
- استیو آئوکی
- تییستو
- دی جی توربیلون

### سابق
- افروجک
- آویچی
- اکسول
- دی‌جی اسنیک
- اینا
- مارتین گریکس
- نیکی رومرو
- نادیا علی
- زد